# Complainte de Robert le Diable
Pour les articles homonymes, voir Robert le Diable (homonymie).
Pistes de Ferrat chante Aragon 
Que serais-je sans toi Au bout de mon âge
La Complainte de Robert le Diable est un poème écrit par Louis Aragon en septembre 1945 et paru dans le recueil Les Poètes en 1960, aux Éditions Gallimard, dans le chapitre : Spectacle à la Lanterne Magique.
Ce texte où Louis Aragon rend hommage au poète Robert Desnos a été mis en musique et chanté par Jean Ferrat. La chanson intitulée Robert le Diable, parait en 1971 dans l'album Ferrat chante Aragon. Dans un poème de son recueil Sans cou (1934), le poète Robert Desnos avait lui-même rapporté son prénom à Robert le Diable.